# Limnophila (Indolimnophila) benguetana
Limnophila (Indolimnophila) benguetana is een tweevleugelige uit de familie steltmuggen (Limoniidae). De soort komt voor in het Oriëntaals gebied.